# BAP 100
BAP 100 – francuska bomba przeciwbetonowa przeznaczona do niszczenia pasów startowych. Bomba skonstruowana jako lżejsza alternatywa dla bomby Matra Durandal. Niska masa BAP 100 powoduje że możliwe było skonstruowanie wielozamkowej belki na której przenoszone jest 9-18 bomb tego typu.
BAP 100 ma smukły, cylindryczny korpus zakończony składanymi brzechwami. Po zrzucie bomba jest wyhamowywana przez spadochron. Następnie włącza się znajdujący się w tylnej części bomby silnik rakietowy i rozpędza ja si prędkości 250 m/s. Po przebiciu nawierzchni (do 300 mm betonu) bomba zagłębia się na głębokość ponad 6 metrów i detonuje. Wybuch powoduje zniszczenie nawierzchni o powierzchni ok. 50 m².
BAP 100 znajduje się na uzbrojeniu Armée de l’air od lat 80. XX wieku. Bomba może być przenoszona przez samoloty A-4 Skyhawk, Dassault/Dornier Alpha Jet, Northrop F-5 Freedom Fighter, SIAI-Marchetti S.211, Dassault Super Étendard, BAE Hawk, SEPECAT Jaguar, Aermacchi M.B.326, Aermacchi M.B.339, Dassault Mirage F1, Dassault Mirage III i Dassault Mirage 2000.